# نيسان فيجارو
نيسان فيجارو (بالإنجليزية: Nissan Figaro)‏ هي سيارة من تصنيع شركة نيسان موتورز.